# جوفة الكفرين (البلقاء)
جوفة الكفرين منطقة سكنية تقع في لواء الشونة الجنوبية، محافظة البلقاء في الأردن. تنتمي المنطقة لقضاء الشونة الجنوبية الذي يضم 8 مناطق. يقدر عدد سكانها بـ 8685 نسمة حسب إحصاء 2015.

## الوصلات الخارجية
- دائرة الاحصاءات العامة